# نیروی دوم تفنگداران دریایی اعزامی
نیروی دوم تفنگداران دریایی اعزامی (انگلیسی: II Marine Expeditionary Force) یک نیروی ویژه هوایی-زمینی در سپاه تفنگداران دریایی ایالات متحده آمریکا است، که متشکل از نیروهای زمینی، هوایی و لجستیکی می‌باشد. این نیرو قادر به ارائه قدرت رزمی تهاجمی در ساحل و در عین حال حفظ خود در صحنه نبرد بدون کمک خارجی به مدت ۶۰ روز است. 
نیروی دوم اعزامی تفنگداران دریایی توسط یک سپهبد فرماندهی و کنترل می‌شود که تحت فرماندهی نیروهای سپاه تفنگداران دریایی ایالات متحده آمریکا خدمت می‌کند و تشکل‌ها و واحدهای رزمی تفنگداران دریایی را در اختیار فرماندهی اروپایی ایالات متحده آمریکا، فرماندهی مرکزی ایالات متحده آمریکا و فرماندهی جنوبی ایالات متحده آمریکا قرار می‌دهد. نیروی دوم تفنگداران دریایی اعزامی در سال ۱۹۶۲ تشکیل شد.